# アードモア駅 (ペンシルベニア州)
アードモア駅（英語：Ardmore station）は、ペンシルベニア州アードモアにある駅。 住所は下記の通り。
アムトラック…ステーション・ロードおよびランカスター・アヴェニュー
セプタ…ステーション・アヴェニュー39

## 利用可能な鉄道路線／列車

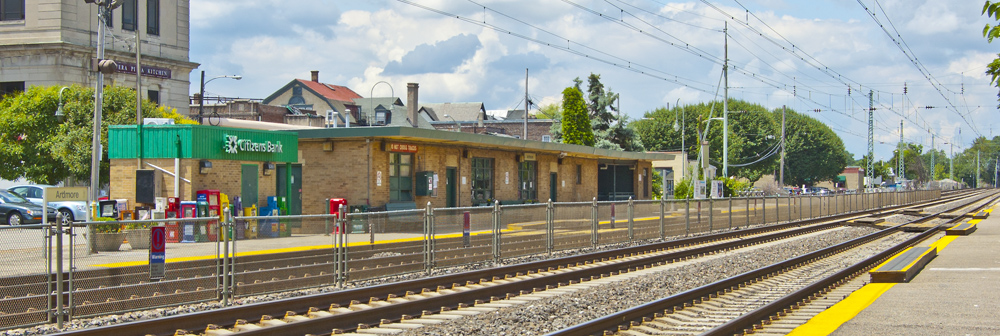
アードモア駅全景

アムトラックキーストン回廊のパオリ駅に停車する列車は下記の通り。
ハリスバーグとニューヨーク間の昼行中距離列車キーストン・サービス…東行き6本、西行き8本停車（平日）
フィラデルフィアよりパオリを経てハリスバーグに至る区間はキーストン・サービス号により高速かつ高頻度に列車が運行されている。
南東ペンシルベニア交通局（セプタ）の発着路線は下記の通り。
ソーンデール駅とテンプル大学駅を結ぶセプタパオリ・ソーンデール線